# Muppets Tonight
Muppets Tonight è una serie che ha come protagonisti i Muppet, pupazzi inventati da Jim Henson, come continuazione del Muppet Show e invece di essere ambientata in un teatro si svolge in uno studio televisivo di nome KMUP.
La serie è andata in onda su ABC tra il 1996 e 1998, le repliche sono andate in onda su Disney Channel tra il 1997-2002. 
La serie non è mai stata trasmessa in Italia.

## Trama
Il programma è ambientato nella stazione televisiva KMUP, il presentatore, al posto di Kermit, è Clifford, un Muppet apparso precedentemente nello show The Jim Henson Hour, interpretato da Kevin Clash).
Ogni episodio di Muppets Tonight, proprio come il Muppet Show, ha un ospite speciale.
La trama di Muppets Tonight è strettamente legata al Muppet Show: Muppets Tonight parodia il varietà e i talk show. La trama principale consiste nella pazze situazioni nella sala di controllo della stazione in cui i Muppet vengono coinvolti.

## Personaggi
Una delle caratteristiche più importanti di Muppets Tonight è il fatto che in questo show vengono introdotti molti nuovi personaggi.
Oltre i classici personaggi del Muppet Show (Kermit, Miss Piggy, Statler e Waldorf, Fozzie, Gonzo, Sam l'aquila, Beaker, Bunsen, Dr. Denti e gli Electric Mayhem), i nuovi personaggi sono i seguenti:
- Andy e Randy Pig (interpretati da Steve Whitmire e Dave Goelz): sono due maiali davvero sciocchi e incompetenti e sono nipoti di Miss Piggy.
- Big Mean Carl (interpretato da Bill Barretta): è un grosso mostro peloso dall'appetito insaziabile che spesso divora anche altri Muppet.
- Bobo l'Orso (interpretato da Bill Barretta): è un orso che lavora come guardia di sicurezza nella stazione televisiva.
- Darci (interpretato da Leslie Carrara-Rudolph)
- David Hoggselhoff (interpretato da Bill Barretta): è un incompetente bagnino maiale. Parodia di David Hasselhoff.
- Dr. Phil van Neutro (interpretato da Brian Henson): è uno scienziato pazzo, protagonista del suo sketch ricorrente: "Racconti dal Veterinario".
- Gary Cahuenga (interpretato da Dave Goelz): è un burattino di legno da ventriloquo di mente propria. Per anni, è stato rinchiuso in un baule nella sala di controllo della KMUP.
- Howard Tubman (interpretato da Bill Barretta): un maiale obeso amante del cibo, che appare nello sketch ricorrente "The Tubmans of Porksmith."
- Carter (interpretato da Kevin Clash): l'anziano e barcollante maggiordomo di Howard Tubman.
- Johnny Fiama e Sal Minella (interpretati da Bill Barretta e Brian Henson): Johnny Fiama è un cantante stile Rat Pack, affiancato sempre dal suo leccapiedi scimpanzé: Sal Minella.
- Mr. Poodlepants (interpretato da Steve Whitmire): un eccentrico stilista di moda.
- Nigel (interpretato da Brian Henson) - è uno stressato mostro verde con un lungo naso a punta che serve come da direttore dello studio televisivo.
- Pepe il Re dei Gamberi (interpretato da Bill Barretta): è un gambero che lavora operatore d'ascensore insieme a Seymour.
- Thor (interpretato da Brian Henson): versione "muppettizata" del Dio del Tuono, alle prese con compiti quotidiani banali nella sua serie di sketch dedicata a lui. Ogni qual volta Thor viene irritato da qualcuno, lo colpirà con un fulmine.
- Seymour l'Elefante (interpretato da Brian Henson): è un elefante indiano che funge da operatore d'ascensore insieme a Pepe.
- Snookie Blyer (interpretato da Bill Barretta): l'host del game show "Wits Swift."
- Spamela Hamderson (interpretato da Leslie Carrara-Rudolph) Un'attrice maialina, parodia di Pamela Anderson.
- Zippity Zap (interpretato da Bill Barretta): membro dell'equipaggio dello studio.

## Sketch ricorrenti
Proprio come il Muppet Show, dai normali sketch si distinguono gli sketch ricorrenti che compaiono in più di un episodio di Muppet Tonight. Questi sketch vengono divisi in vari episodi. Gli sketch sono:
- Bay of Pigswatch: Una parodia di Baywatch, dove i protagonisti diventano maiali. Con la partecipazione di David Hoggselhoff, Spamela Hamderson, e Andy e Randy Pig.
- EIEIO R: Parodia di E.R. - Medici in prima linea. Fozzie, affiancato con altri strani medici, si trovano alle prese con bizzarri pazienti.
- Great Moments in History Elvis (Grandi Momenti Storici degli Elvis): uno sketch che consiste nella presentazione di momenti storici, dove i propri protagonisti vengono sostituiti da tre caricature muppet di Elvis Presley.
- Pigs in Space: Deep Dish Nine (Maiali nello Spazio: Il Profondo Piatto Nove): un sequel dello sketch ricorrente del Muppet Show:"Pigs in Space", che caratterizza Miss Piggy, insieme ad un equipaggio differente, che vagano per lo spazio su una nuova Swinetrek.
- Screen Test: provini che caratterizzato i Muppet in alcune audizioni per parodie di celebri film.
- Tales from the Vet (Racconti del Veterinario: Dr. Phil van Neuter racconta storie spaventose che ruotano attorno animali.
- The Eagle's Nest (Il Nido dell'Aquila): Sam l'aquila parla sulla politica e di altre questioni con Andy e Randy Pig.
- The Johnny Fiama Show: Un talk show condotto da Johnny Fiama.
- The Real Muppet World: una parodia di The Real World che caratterizza Clifford, Rizzo, Bobo l'Orso, Bill e Darci che vivono insieme in una casa.
- Thor: God of Thunder (Thor: Re del Tuono): questo sketch caratterizza Thor che si cimenta in quotidiane banali azioni.
- Fairyland PD (Mondo Fatato PD): Clifford e Bobo l'Orso lavorano come detective per il "Dipartimento di Polizia del Mondo Fatato". Clifford e Bobo vengono poveramente pagati per risolvere misteri che ruotano intorno filastrocche e fiabe.
- Mr. Callahan: - uno sketch che caratterizza l'invisibile Mr. Callahan, cliente abituale di un bar.
- Wits Swift: game show in cui il concorrente dovrà rispondere correttamente a delle domande. Se non ci riuscirà, Big Mean Carl gli mangerà il suo cucciolo di animale domestico.
- The Tubmans of Porksmith: questo sketch segue le disavventure comiche di un ricco maiale obeso molto goloso di nome Howard Tubman e il suo maggiordomo Carter.

## Ospiti speciali
- Michelle Pfeiffer
- Garth Brooks
- Billy Crystal
- John Goodman
- Cindy Crawford
- Tony Bennett
- Sandra Bullock
- Jason Alexander
- Whoopi Goldberg
- Martin Short
- Prince
- Rick Moranis
- Heather Locklear
- Pierce Brosnan
- Coolio
- Don Rickles
- Paula Abdul
- Dennis Quaid
- Andie MacDowell